# Josephine Baker
Josephine Baker, nome artístico de Freda Josephine McDonald, (Saint Louis, 3 de junho de 1906 — Paris, 12 de abril de 1975) foi uma cantora e dançarina norte-americana, naturalizada francesa em 1937, e conhecida pelos apelidos de Vênus Negra, Pérola Negra e ainda a Deusa Crioula. Vedete do teatro de revista, Josephine Baker é geralmente considerada como a primeira grande estrela negra das artes cênicas.
Figura eminente da resistência francesa antinazista e da luta antirracista, Baker foi a primeira pessoa negra e a sexta mulher a ser sepultada no Panteão, em Paris.

## Biografia
Josephine Baker era filha de Carrie McDonald, e seu pai é incerto. Alguns biógrafos afirmam que seu pai seria Eddie Carson, que foi certamente amante de sua mãe, mas Josephine acreditava que seu pai teria sido um homem branco. O pai de Josephine, segundo a biografia oficial, era o ator Eddie Carson. Várias fontes, no entanto, afirmam que seu pai teria sido um vendedor ambulante de joias.
Ela era efetivamente fruto de grande miscigenação racial: tinha além da herança negra, de escravizados da Carolina do Sul, também a herança genética de índios americanos apaches.
Começou sua carreira ainda criança, como artista de rua, dançando. Participou de espetáculos de vaudeville de St. Louis Chorus, aos quinze anos de idade. Atuou em Nova York, em alguns espetáculos da Broadway, em 1921 e 1924.
Em 2 de outubro de 1925, estreou em Paris, no Théâtre des Champs-Élysées, fazendo imediato sucesso com sua dança erótica, aparecendo praticamente nua em cena. Graças ao sucesso da sua temporada europeia, rompeu o contrato e voltou para a França, tornando-se a estrela da Folies Bergère.
Suas apresentações ficaram memoráveis, dentre elas uma em que vestia uma saia feita de bananas. Por suas atuações no teatro de revista, foi contemporânea da grande vedete francesa Mistinguett. O charme de Mistinguett estava em sugerir nudez, exibindo as suas belíssimas pernas, ao passo que Josephine ia muito mais longe em matéria de nudez. Na verdade, eram duas formas de arte diferentes. Mistinguett era mais elitista enquanto Josephine era mais popular.
Durante a Segunda Guerra Mundial, teve um papel importante na resistência à ocupação, atuando como espiã. Depois da guerra, foi condecorada com a Cruz de Guerra das Forças Armadas Francesas e a Medalha da Resistência. Recebeu também, do presidente Charles de Gaulle, o grau de Cavaleiro da Legião de Honra.

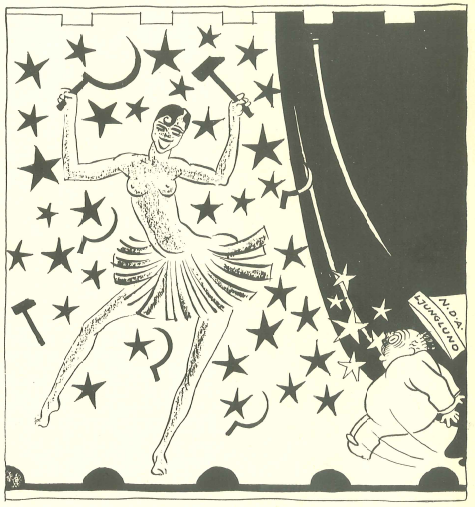
Caricatura do jornal sueco Folkets Dagblad Politiken de 1928, retratando Josephine e o editor de um jornal conservador Ljunglund. Em editorial, o Ljunglund denunciara Baker agitadora comunista.

Nos anos 1950, usou sua grande popularidade na luta contra o racismo e pela emancipação dos negros, apoiando o Movimento dos Direitos Civis de Martin Luther King. Também trabalhou na National Association for the Advancement of Colored People (NAACP).
Adotou 12 órfãos de várias etnias, aos quais chamava "tribo arco-íris". Eram eles: Janot, coreano; Akio, japonês; Luís, colombiano; Jari, finlandês; Jean-Claude, canadense; Moïse, judeu francês; Brahim, argelino; Marianne, francesa; Koffi, costa-marfinense; Mara, venezuelana; Noël, francês; e Stellina, marroquina. Tinha um guepardo de estimação com o nome de Chiquita.

## Filmografia
- La Sirène des tropiques (1927) ... ou Siren of the Tropics
- Zouzou (1934)
- Princesse Tam Tam (1935)
- Moulin Rouge (1941)
- Fausse alerte (1945) ... ou The French Way
- An jedem Finger zehn (1954) ... ou Ten on Every Finger
- Carosello del varietà (1955)
- Grüsse aus Zürich (1963) (TV)